# Suisse aux Jeux olympiques de 1896
L'équipe olympique de Suisse ayant participé aux premiers Jeux olympiques d'été à Athènes était composée de trois athlètes. Le gymnaste Louis Zutter remporte les trois médailles suisses (une d'or et deux d'argent).

## Liste des médaillés suisses

### Médailles d'or
| Sport              | Discipline      | Sportifs     | Performance |
| Médailles d'or : 1 |                 |              |             |
| Gymnastique        | Cheval d'arçons | Louis Zutter |             |

### Médailles d'argent
| Sport                  | Discipline        | Sportifs     | Performance |
| Médailles d'argent : 2 |                   |              |             |
| Gymnastique            | Saut de cheval    | Louis Zutter |             |
| Gymnastique            | Barres parallèles | Louis Zutter |             |

## Résultats

### Gymnastique
Le gymnaste suisse Charles Champaud participe aux Jeux olympiques sous les couleurs de la Bulgarie.
| Épreuve           | Place | Gymnaste     |
| ----------------- | ----- | ------------ |
| Barres parallèles | 2e    | Louis Zutter |
| Barre fixe        | NC    | Louis Zutter |
| Saut de cheval    | 2e    | Louis Zutter |
| Cheval d'arçons   | 1er   | Louis Zutter |

### Tir
| Épreuve            | Place | Tireur         | Score    |
| ------------------ | ----- | -------------- | -------- |
| Carabine militaire | 8e    | Albert Baumann | 1294 pts |